# Antonio Maria Pacchioni
Antonio Maria Pacchioni (Modena, 1654 – Modena, 15 luglio 1738) è stato un compositore italiano del periodo barocco, noto per la sua musica polifonica religiosa.

## Biografia
Studiò violino con Giovanni Maria Bononcini e composizione musicale. Ordinato sacerdote nel 1677, divenne in seguito Maestro di Cappella del Duomo di Modena, nel 1694. Pochi anni dopo, nel 1699 venne nominato vice maestro della cappella della corte ducale di Rinaldo d'Este, divenendone maestro dal 1722 fino alla morte.
Annoverò fra i suoi allievi il compositore Innocenzo Gigli ed il violinista e compositore Tomaso Antonio Vitali.

## Produzione
I suoi oratori furono tra i primi a essere ascoltati pubblicamente in città, nel 1677-78. Delle sue composizioni giunte sino a noi, due sono su soggetti agiografici, mentre la terza del 1682 è ispirata alla figura considerata leggendaria di Matilde di Canossa.
Venne molto apprezzato per la contrappuntistica e la sensibilità armonica, e per i molti “artifici, affinché la modulazione non riesca aspra e disaggradevole alle orecchie degli ascoltanti, come succede qualche volta a nostri tempi”, come ebbe modo a commentare anni dopo Giovanni Battista Martini nel suo "Esemplare".
I suoi mottetti a quattro voci a cappella, In monte Oliveti e Velum templi, sono stati registrati.
Oratori
- S. Antonio Abbate, l'eroe trionfator dell'inferno (1677)
- Le porpore trionfali di S. Ignatio, il patriarca antiocheno, a 8 voci e strumenti (1678)
- La gran Matilde d'Este, a 6 voci e strumenti (1682)

Concerti
- Se sia peggio il dir mal d'altri o lodar se stessi, accademia per archi e continuo
- Ristoro de' mortali, serenata per l'arciduca Francesco II d'Este, con concerto grosso e concertino
- 2 canzonette per Alto e continuo

Musica sacra
- 2 Kyrie e Gloria, a 4 e 5 voci
- Stabat Mater, 4 voci (attribuito poi ad A.M. Bononcini)
- 2 Dixit Dominus, 4 voci
- Magnificat
- Miserere, a 4 e 5 voci
- Responsori per la settimana santa, a 4 voci e continuo
- Messa di Requiem, a 8 voci e organo
- Credo, a 4 voci con strumenti e organo
- Inni per le maggiori feste dell'anno a 4 voci